# Lewis Koumas
Lewis Terence Koumas (Chester, 19 september 2005) is een Welsh voetballer die bij voorkeur als vleugelspeler speelt. Hij speelt bij Liverpool. Zijn vader Jason Koumas is een voormalig Welsh international.

## Clubcarrière
Koumas sloot zich op elfjarige leeftijd aan bij Liverpool. In januari 2023 tekende hij zijn eerste profcontract. Op 28 februari 2024 debuteerde hij in de League Cup tegen Southampton. Hij scoorde meteen bij zijn debuut.